# Ranunculus austro-oreganus
Ranunculus austro-oreganus Duch. – gatunek rośliny z rodziny jaskrowatych (Ranunculaceae Juss.). Występuje endemicznie w Stanach Zjednoczonych, w południowo-zachodniej części Oregonu.

## Morfologia
PokrójBylina.
LiścieMają romboidalny lub półokrągły kształt. Mają 3–4,5 cm długości oraz 3–5,5 cm szerokości. Są całobrzegie lub ząbkowane, z ostrym lub spiczastym wierzchołkiem. Ogonek liściowy jest nagi i ma 1,5–3,5 cm długości.
KwiatySą żółto-czerwonego koloru. Mają 5 owłosionych działek kielicha, które dorastają do 4–6 mm długości. Mają 2 owalne płatki o długości 10–12 mm.
OwoceNagie niełupki o długości 3–5 mm. Tworzą owoc zbiorowy – wieloniełupkę o półkulistym kształcie i dorastających do 7–10 mm długości.

## Biologia i ekologia
Rośnie na trawiastych zboczach. Występuje na wysokości do 500 m n.p.m. Kwitnie w maju.